# Football Club Internazionale Milano 2011-2012
Questa voce raccoglie le informazioni riguardanti il Football Club Internazionale Milano nelle competizioni ufficiali della stagione 2011-2012.

## Stagione

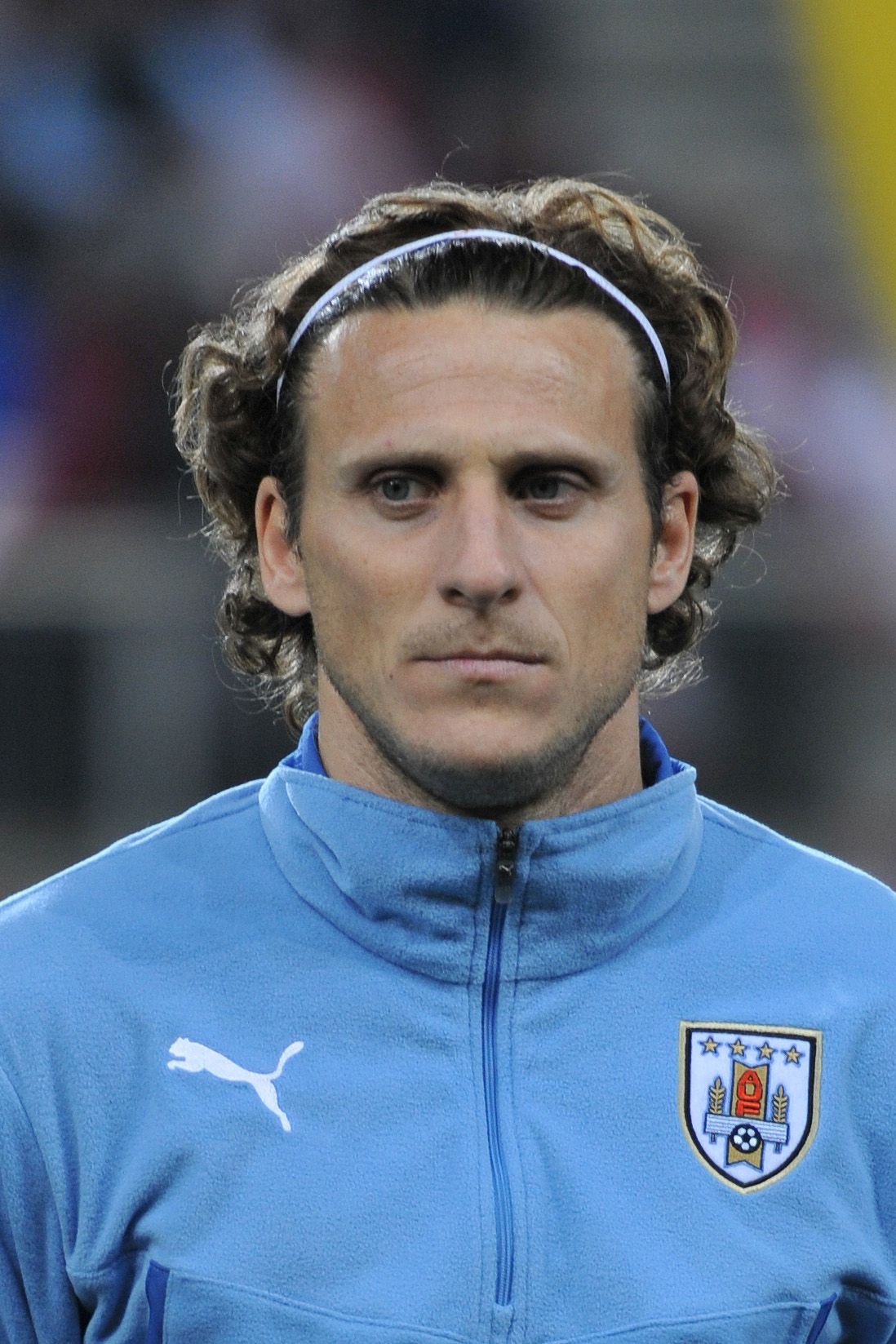
L'attaccante Diego Forlán, scelto in sostituzione di Samuel Eto'o: l'uruguaiano sarà protagonista di una stagione al di sotto delle aspettative.

A seguito dell'accordo raggiunto tra Leonardo e il Paris Saint-Germain nell'estate 2011, le redini della conduzione venivano assunte da Gian Piero Gasperini: mister di «scuola juventina», il piemontese aveva conosciuto le maggiori fortune alla guida del Genoa con un quinto posto nel campionato 2008-09 e la conseguente partecipazione all'Europa League.
Puntellavano l'organico i nomi di Jonathan (laterale «a tutto campo» scelto quale possibile erede di Maicon), Ricardo Álvarez, Poli e Castaignos, tutti scarsamente incisivi nel loro complesso: malgrado l'iniziale fiducia accordata al tecnico e lo «zoccolo duro» dei recenti trionfi — del quale non fece più parte Marco Materazzi appendendo al chiodo gli scarpini — la stagione conosceva subito un avvio in salita, con il derby milanese del 6 agosto 2011 valevole per la Supercoppa italiana e perso in rimonta col punteggio di 2-1.
Giunta ai nastri di partenza del torneo con numerose incognite, l'Inter si congedava anche da Samuel Eto'o: a sostituire in avanti il camerunense ecco Forlán e Zárate, col primo erroneamente inserito nella lista Uefa nonostante gli incontri disputati con l'Atlético Madrid nella fase preliminare e di cui la società non si era avveduta. Ereditato dalla punta africana il numero 9, l'uruguaiano debuttava con gol a Palermo senza scongiurare un 4-3 in favore dei locali: il precedente esordio a vuoto in Serie A faceva data al 1º ottobre 2000, quando gli uomini di Marcello Lippi uscirono battuti dal Granillo di Reggio Calabria. In occasione del primo atto europeo, il turco Trabzonspor riservò la terza sconfitta in altrettanti appuntamenti: strappato alla Roma l'unico punto della sua parentesi al comando, Gasperini fu esonerato dopo un ulteriore passo falso a Novara.
Maldigerito dalla tifoseria non solamente in ragione dei trascorsi bianconeri ma anche per il «credo» tattico — complici il ricorso al terzetto difensivo, la collocazione non adeguata di Sneijder e l'esiguo minutaggio di Pazzini — l'allenatore di Grugliasco lasciava spazio a Claudio Ranieri, il quale centrava nelle trasferte felsinea e moscovita i primi successi dell'annata: segnalato il record negativo di ben 4 knockout nelle prime 6 giornate di campionato (fatto senza eguali nella storia del girone unico) i meneghini colsero a scapito del Chievo la prima affermazione a San Siro, teatro il 29 ottobre 2011 di un derby d'Italia che arridendo ai sabaudi sprofondava Javier Zanetti e soci addirittura in quartultima posizione. A riprova del generico marasma regnante in spogliatoio, lo stesso capitano si vide comminare un'espulsione dopo ben 12 anni dall'unico altro cartellino rosso.

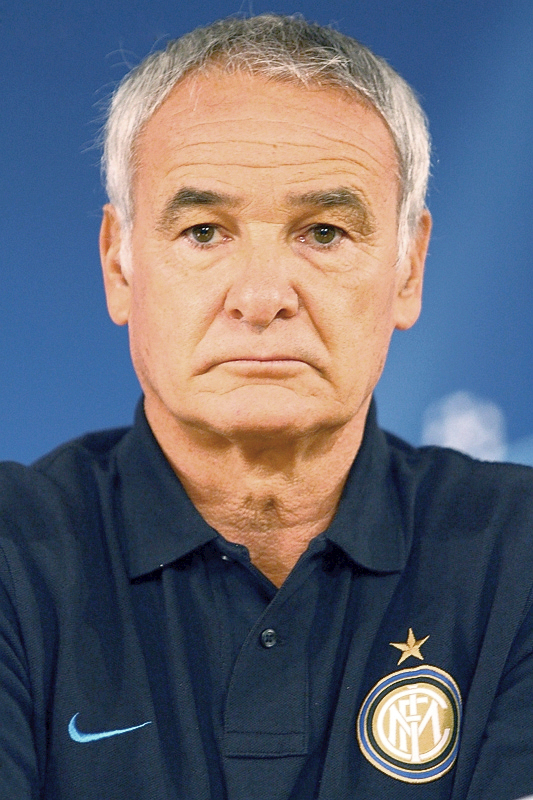
Claudio Ranieri, chiamato a sostituire Gian Piero Gasperini dopo poche giornate: il tecnico romano, protagonista di un buon inizio, non riuscirà ad evitare a sua volta l'esonero.

Garantitasi senza eccessivi affanni il passaggio del turno in coppa, la Beneamata provò a costruire una rimonta in ottica quarto posto: chiave fondamentale in tal senso la ritrovata vena realizzativa per Diego Milito, tra l'altro match winner nella stracittadina del 15 gennaio 2012.
La difesa del trofeo in Coppa Italia falliva contro un Napoli poi succeduto agli stessi nerazzurri nell'albo d'oro, mentre la cessione di Thiago Motta ai summenzionati parigini smantellò un altro tassello dalla formazione del Triplete: le sole 3 lunghezze che separavano la squadra dalla terza piazza al giro di boa si ampliarono a 9 nel mese di febbraio, in cui il solo movimento alla classifica venne dal pari coi rosanero. A espugnare lo stadio Meazza anche i succitati gaudenziani — impostisi per l'ultima volta nel capoluogo lombardo il 31 maggio 1953 — e bolognesi, prima dell'ulteriore crollo a Marsiglia nell'andata degli ottavi di Champions: inanellata una poco lusinghiera striscia di 9 gare senza vittorie, furono El Principe e il connazionale Samuel a restituire il sorriso in quel di Verona dopo 47 giorni.
Beffata dai transalpini nel retour match con Brandão a segno nel recupero, il 25 marzo 2012 la compagine rimediò nel nuovo impianto della Juventus la diciassettesima battuta d'arresto nel corso della stagione: all'indomani si consumava quindi il «benservito» per Ranieri, col successore individuato nell'ex responsabile della Primavera Andrea Stramaccioni.
Risultato il primo nella storia del calcio italiano a cogliere un trionfo malgrado l'assegnazione di 3 rigori a proprio carico — con Milito, Gilardino e Palacio presentatisi sul dischetto — il trentaseienne romano condusse la squadra ad una più stabile permanenza in zona Uefa, salutando nel derby del 6 maggio 2012 un Iván Córdoba prossimo al ritiro: il rocambolesco finale di 4-2 costò de facto all'opponente la riconferma tricolore. Chiamata a ripiegare in via inedita sull'Europa League dopo un decennio di presenze consecutive nella massima competizione continentale, l'Inter archiviò la prima stagione dal 2003-04 a quella parte senza alcun trofeo in bacheca.

## Divise e sponsor
Lo sponsor tecnico per la stagione 2011-2012 è Nike, mentre lo sponsor ufficiale è Pirelli.
La prima maglia presenta le consuete strisce nerazzurre ma più sottili rispetto ai campionati passati; degno di nota è il colletto a polo con chiusura a due bottoni. La tradizionale maglia bianca da trasferta presenta una sbarra nerazzurra: la casacca è ispirata a quella utilizzata dalla Grande Inter nella stagione 1964-1965. Le divise per i portieri sono due, una di colore rosso e una di colore grigio; in alcune circostanze è stata utilizzata una versione alternativa di colore giallo.
| Casa | Trasferta | 1ª portiere | 2ª portiere | 3ª portiere |

## Organigramma societario
Area direttiva
- Presidente: Massimo Moratti
- Vicepresidenti: Angelomario Moratti, Rinaldo Ghelfi
- Comitato di gestione: Angelomario Moratti, Rinaldo Ghelfi, Ernesto Paolillo
- Consiglio di amministrazione: Carlo d'Urso, Maurizio Fabris, Marco Gastel, Rinaldo Ghelfi, Tommaso Giulini, Amato Luigi Molinari, Angelo Moratti, Angelomario Moratti, Giovanni Moratti, Massimo Moratti, Natalino Curzola Moratti, Ernesto Paolillo, Pier Francesco Saviotti, Accursio Scorza, Marco Tronchetti Provera
- Collegio sindacale e sindaci effettivi: Giovanni Luigi Camera, Fabrizio Colombo, Alberto Usuelli, Franco Buccarella, Paolo Andrea Colombo
- Amministratore delegato e direttore generale: Ernesto Paolillo
- Vicedirettore generale: Stefano Filucchi
- Segretaria di presidenza: Monica Volpi
- Direttore amministrazione, finanza e controllo: Paolo Pessina

Area organizzativa
- Segretario generale e resp. risorse umane: Luciano Cucchia
- Direttore personale e resp. servizi operativi: Angelo Paolillo
- Team manager: Andrea Butti
- Direttore area stadio e sicurezza: Pierfrancesco Barletta

Area comunicazione
- Direttore comunicazione: Paolo Viganò
- Direttore editoriale: Susanna Wermelinger
- Direttore responsabile Inter Channel: Edoardo Caldara
- Ufficio Stampa: Luigi Crippa, Claudia Maddalena, Stewart Park, Leo Picchi

Area tecnica
- Direttore area tecnica: Marco Branca
- Direttore sportivo: Piero Ausilio
- Allenatore: Gian Piero Gasperini, Claudio Ranieri (dal 22 settembre 2011[86]), Andrea Stramaccioni (dal 26 marzo 2012)
- Viceallenatore: Giuseppe Baresi
- Responsabile preparatori atletici: Riccardo Capanna (dal 22 settembre 2011), Stefano Rapetti (dal 27 marzo 2012[87])
- Preparatori atletici: Stefano Rapetti e Luca Trucchi, Riccardo Capanna e Stefano Rapetti (dal 22 settembre 2011[86]), Federico Pannoncini (dal 27 marzo 2012[87])
- Assistenti tecnici: Daniele Bernazzani, Bruno Caneo e Ivan Jurić, Christian Damiano, Daniele Bernazzani e Paolo Benetti (dal 22 settembre 2011[86]), Massimiliano Catini (dal 27 marzo 2012[87])
- Consulente tecnico: Giorgio Pellizzaro (dal 22 settembre 2011), Gianfranco Bedin (dal 27 marzo 2012)
- Allenatore portieri: Alessandro Nista, Piero Bosaglia (dal 22 settembre 2011), Alessandro Nista (dal 27 marzo 2012)
- Match analyst: Michele Salzarulo

Area sanitaria
- Direttore area medica: Franco Combi
- Medico: Giorgio Panico
- Preparatori di recupero: Andrea Scanavino, Roberto Niccolai e Maurizio Fanchini
- Massofisioterapisti: Marco Dellacasa, Massimo Dellacasa, Luigi Sessolo
- Terapisti della riabilitazione: Andrea Galli, Alberto Galbiati

## Rosa
| N. |                               | Ruolo | Calciatore                   |
| -- | ----------------------------- | ----- | ---------------------------- |
| 1  | Brasile (bandiera)            | P     | Júlio César                  |
| 2  | Colombia (bandiera)           | D     | Iván Córdoba (vice capitano) |
| 4  | Argentina (bandiera)          | D     | Javier Zanetti (capitano)    |
| 5  | Serbia (bandiera)             | C     | Dejan Stanković              |
| 6  | Brasile (bandiera)            | D     | Lúcio                        |
| 7  | Italia (bandiera)             | A     | Giampaolo Pazzini            |
| 8  | Italia (bandiera)             | C     | Thiago Motta                 |
| 9  | Camerun (bandiera)            | A     | Samuel Eto'o                 |
| 9  | Uruguay (bandiera)            | A     | Diego Forlán                 |
| 10 | Paesi Bassi (bandiera)        | C     | Wesley Sneijder              |
| 11 | Argentina (bandiera)          | C     | Ricardo Álvarez              |
| 12 | Italia (bandiera)             | P     | Luca Castellazzi             |
| 13 | Brasile (bandiera)            | D     | Maicon                       |
| 14 | Colombia (bandiera)           | C     | Fredy Guarín                 |
| 16 | Italia (bandiera)             | D     | Luca Caldirola               |
| 17 | Kenya (bandiera)              | C     | McDonald Mariga              |
| 17 | Italia (bandiera)             | C     | Angelo Palombo               |
| 18 | Italia (bandiera)             | C     | Andrea Poli                  |
| 19 | Argentina (bandiera)          | C     | Esteban Cambiasso            |
| 20 | Nigeria (bandiera)            | C     | Joel Obi                     |
| 21 | Italia (bandiera)             | P     | Paolo Orlandoni              |
| 22 | Argentina (bandiera)          | A     | Diego Milito                 |
| 23 | Italia (bandiera)             | D     | Andrea Ranocchia             |
| 24 | Colombia (bandiera)           | D     | Nelson Rivas                 |
| 25 | Argentina (bandiera)          | D     | Walter Samuel                |
| 26 | Romania (bandiera)            | D     | Cristian Chivu               |
| 27 | Macedonia del Nord (bandiera) | A     | Goran Pandev                 |

| N. |                        | Ruolo | Calciatore          |
| -- | ---------------------- | ----- | ------------------- |
| 28 | Argentina (bandiera)   | A     | Mauro Zárate        |
| 29 | Brasile (bandiera)     | C     | Philippe Coutinho   |
| 30 | Paesi Bassi (bandiera) | A     | Luc Castaignos      |
| 33 | Italia (bandiera)      | P     | Emiliano Viviano    |
| 33 | Senegal (bandiera)     | D     | Ibrahima Mbaye      |
| 37 | Italia (bandiera)      | D     | Davide Faraoni      |
| 39 | Italia (bandiera)      | D     | Davide Santon       |
| 40 | Brasile (bandiera)     | D     | Juan Jesus          |
| 41 | Ghana (bandiera)       | C     | Alfred Duncan       |
| 42 | Brasile (bandiera)     | D     | Jonathan            |
| 44 | Italia (bandiera)      | D     | Matteo Bianchetti   |
| 48 | Italia (bandiera)      | C     | Lorenzo Crisetig    |
| 55 | Giappone (bandiera)    | D     | Yūto Nagatomo       |
| 57 | Italia (bandiera)      | D     | Felice Natalino     |
| 70 | Italia (bandiera)      | P     | Paolo Tornaghi      |
| 71 | Italia (bandiera)      | P     | Matteo Cincilla     |
| 72 | Italia (bandiera)      | P     | Riccardo Melgrati   |
| 77 | Ghana (bandiera)       | C     | Sulley Muntari      |
| 81 | Italia (bandiera)      | A     | Samuele Longo       |
| 88 | Croazia (bandiera)     | A     | Marko Livaja        |
| 91 | Romania (bandiera)     | A     | Denis Alibec        |
| 91 | Italia (bandiera)      | P     | Raffaele Di Gennaro |
| 92 | Italia (bandiera)      | P     | Francesco Bardi     |
| 93 | Brasile (bandiera)     | C     | Daniel Bessa        |
| 94 | Italia (bandiera)      | C     | Andrea Romanò       |
| 95 | Rep. Ceca (bandiera)   | D     | Marek Kysela        |
| 96 | Italia (bandiera)      | A     | Giovanni Terrani    |

## Calciomercato

### Sessione estiva(dall'1/7 al 31/8)
Dopo avere rescisso consensualmente, con un anno di anticipo, il contratto di Marco Materazzi, dopo dieci stagioni in nerazzurro, e lasciato terminare il contratto dell'honduregno David Suazo, accasatosi al Catania, l'Inter reintegra in rosa, dopo la fine del prestito, Davide Santon dal Cesena e Sulley Muntari dal Sunderland, mentre il centrocampista Houssine Kharja non viene riscattato e torna quindi al Genoa; Emiliano Viviano viene riscattato dal Bologna, passando al Biscione a titolo definitivo; il fiesolano rimedia pochi giorni dopo una lesione completa del crociato che lo terrà fuori dai campi di gioco per sei mesi; ad Appiano Gentile arrivano invece a titolo definitivo il giovane olandese Luc Castaignos, acquistato per 3 milioni dal Feyenoord, e, al costo di 12 milioni di euro, l'argentino Ricardo Gabriel Álvarez dal Vélez Sársfield
Nel prosieguo del mercato estivo, l'Inter cede Samuel Eto'o ai russi dell'Anži per 27 milioni di euro, rimpiazzandolo con l'uruguaiano Diego Forlán, che arriva a titolo definitivo dall'Atletico Madrid. Vengono inoltre acquistati in prestito con diritto di riscatto sia Andrea Poli dalla Sampdoria che Mauro Zárate dalla Lazio. Oltre al camerunese lascia l'Inter dopo una stagione e mezza, anche Goran Pandev, che si accasa in prestito al Napoli.
| Acquisti | Acquisti         | Acquisti        | Acquisti                                   |
| R.       | Nome             | da              | Modalità                                   |
| -------- | ---------------- | --------------- | ------------------------------------------ |
| P        | Enrico Alfonso   | Modena          | fine prestito                              |
| P        | Paolo Tornaghi   | Como            | fine prestito                              |
| P        | Emiliano Viviano | Bologna         | riscatto compartecipazione (4,1 milioni €) |
| P        | Emiliano Viviano | Genoa           | prestito                                   |
| D        | Luca Caldirola   | Vitesse         | fine prestito                              |
| D        | Giulio Donati    | Lecce           | fine prestito                              |
| D        | Antonio Esposito | Monza           | fine prestito                              |
| D        | Dennis Esposito  | Monza           | fine prestito                              |
| D        | Jonathan         | Santos          | definitivo (5 milioni €)                   |
| D        | Andrea Mei       | Piacenza        | riscatto compartecipazione                 |
| D        | Yūto Nagatomo    | Cesena          | definitivo (4,5 milioni €)                 |
| D        | Michele Rigione  | Foggia          | fine prestito                              |
| D        | Nelson Rivas     | Dnipro          | fine prestito                              |
| D        | Davide Santon    | Cesena          | fine prestito                              |
| C        | Jacopo Fortunato | Como            | fine prestito                              |
| C        | Alberto Gerbo    | Triestina       | fine prestito                              |
| C        | Juraj Kucka      | Genoa           | compartecipazione                          |
| C        | Andrea Poli      | Sampdoria       | prestito (1 milione €)                     |
| C        | Gabriele Puccio  | Portogruaro     | riscatto compartecipazione                 |
| C        | Ricardo Álvarez  | Vélez Sarsfield | definitivo (5,5 milioni €)                 |
| C        | Luca Siligardi   | Bologna         | riscatto compartecipazione (0,6 milioni €) |
| C        | Luca Tremolada   | Piacenza        | fine prestito                              |
| A        | Samuele Beretta  | Pavia           | fine prestito                              |
| A        | Riccardo Bocalon | Viareggio       | fine prestito                              |
| A        | Gianluca Litteri | Salernitana     | fine prestito                              |
| A        | Luc Castaignos   | Feyenoord       | definitivo (1,5 milioni €)                 |
| A        | Diego Forlán     | Atlético Madrid | definitivo (5 milioni €)                   |
| A        | Marko Livaja     | Lugano          | fine prestito                              |
| A        | Aiman Napoli     | Verona          | fine prestito                              |
| A        | Lorenzo Tassi    | Brescia         | compartecipazione                          |
| A        | Mauro Zárate     | Lazio           | prestito (2,7 milioni €)                   |

| Cessioni | Cessioni              | Cessioni        | Cessioni                  |
| R.       | Nome                  | a               | Modalità                  |
| -------- | --------------------- | --------------- | ------------------------- |
| P        | Enrico Alfonso        | Cremonese       | prestito                  |
| P        | Francesco Bardi       | Livorno         | prestito                  |
| P        | Vid Belec             | Crotone         | prestito                  |
| P        | Alberto Gallinetta    | Parma           | definitivo                |
| P        | Emiliano Viviano      | Genoa           | compartecipazione         |
| D        | Cristiano Biraghi     | Juve Stabia     | prestito                  |
| D        | Giulio Donati         | Padova          | prestito                  |
| D        | Antonio Esposito      | Piacenza        | prestito                  |
| D        | Dennis Esposito       | Lecco           | prestito                  |
| D        | Marco Materazzi       |                 | fine carriera             |
| D        | Andrea Mei            | VVV-Venlo       | prestito                  |
| D        | Felice Natalino       | Verona          | prestito                  |
| D        | Michele Rigione       | Cremonese       | prestito                  |
| D        | Nelson Rivas          | Montréal Impact | definitivo                |
| D        | Davide Santon         | Newcastle Utd   | definitivo (6 milioni €)  |
| C        | Sebastian Carlsen     | Helsingborg     | prestito                  |
| C        | Jacopo Fortunato      | SPAL            | prestito                  |
| C        | Alberto Gerbo         | Gubbio          | compartecipazione         |
| C        | Kerlon                | Nacional-MG     | prestito                  |
| C        | Houssine Kharja       | Genoa           | fine prestito             |
| C        | Christoph Knasmüllner | Ingolstadt 04   | definitivo                |
| C        | McDonald Mariga       | Real Sociedad   | prestito (1,5 milioni €)  |
| C        | Gabriele Puccio       | Pavia           | compartecipazione         |
| C        | Luca Siligardi        | Livorno         | compartecipazione         |
| C        | Luca Tremolada        | Pisa            | prestito                  |
| A        | Denis Alibec          | Malines         | prestito                  |
| A        | Samuele Beretta       | Cuneo           | prestito                  |
| A        | Riccardo Bocalon      | Cremonese       | prestito                  |
| A        | Simone Dell'Agnello   | Livorno         | prestito                  |
| A        | Samuel Eto'o          | Anži            | definitivo (27 milioni €) |
| A        | Gianluca Litteri      | Ternana         | compartecipazione         |
| A        | Marko Livaja          | Cesena          | definitivo                |
| A        | Aiman Napoli          | Juve Stabia     | compartecipazione         |
| A        | Victor Obinna         | Lokomotiv Mosca | definitivo                |
| A        | Goran Pandev          | Napoli          | prestito (1,5 milioni €)  |
| A        | David Suazo           | Catania         | definitivo                |

### Sessione invernale(dal 3/1 al 31/1)
| Acquisti | Acquisti           | Acquisti      | Acquisti                                   |
| R.       | Nome               | da            | Modalità                                   |
| -------- | ------------------ | ------------- | ------------------------------------------ |
| D        | Juan Jesus         | Internacional | definitivo (3,8 milioni €)                 |
| D        | Felice Natalino    | Verona        | fine prestito                              |
| C        | Lorenzo Crisetig   | Parma         | prestito                                   |
| C        | Dennis Esposito    | Lecco         | fine prestito                              |
| C        | Fredy Guarín       | Porto         | prestito (1,5 milioni €)                   |
| C        | McDonald Mariga    | Real Sociedad | fine prestito                              |
| C        | Joel Obi           | Parma         | riscatto compartecipazione (3,5 milioni €) |
| C        | Angelo Palombo     | Sampdoria     | prestito (1 milione €)                     |
| A        | Riccardo Bocalon   | Cremonese     | fine prestito                              |
| A        | Marko Livaja       | Cesena        | compartecipazione                          |
| D        | Cristian Suardelli | Sarnico       | definitivo                                 |

| Cessioni | Cessioni          | Cessioni            | Cessioni                    |
| R.       | Nome              | a                   | Modalità                    |
| -------- | ----------------- | ------------------- | --------------------------- |
| P        | Emiliano Viviano  | Palermo             | compartecipazione           |
| P        | Paolo Tornaghi    | Chicago Fire        |                             |
| D        | Luca Caldirola    | Brescia             | prestito                    |
| D        | Jonathan          | Parma               | prestito                    |
| D        | Felice Natalino   | Crotone             | prestito                    |
| C        | Philippe Coutinho | Espanyol            | prestito                    |
| C        | Lorenzo Crisetig  | Parma               | compartecipazione           |
| C        | McDonald Mariga   | Parma               | prestito                    |
| C        | Thiago Motta      | Paris Saint-Germain | definitivo (11,5 milioni €) |
| C        | Sulley Muntari    | Milan               | prestito                    |
| C        | Gabriele Puccio   | Savona              | prestito                    |
| A        | Riccardo Bocalon  | Carpi               | prestito                    |
| A        | Aiman Napoli      | Prato               | prestito                    |

## Risultati

### Serie A

#### Girone di andata
| Arbitro: | Guida (Torre Annunziata) |

|                                                  |           |            |
| Pazzini 34’ Milito 49’ Cambiasso 73’ Álvarez 81’ | Marcatori | 19’ Muriel |

| Arbitro: | Brighi (Cesena) |

|                                            |           |                                     |
| Miccoli 48’, 86’ Hernández 54’ Pinilla 88’ | Marcatori | 33’, 51’ (rig.) Milito 90+1’ Forlán |

| Milano 17 settembre 2011, ore 20:45 CEST 3ª giornata | Inter               | 0 – 0 referto | Roma | Stadio Giuseppe Meazza (47.944 spett.)\| Arbitro: \| Mazzoleni (Bergamo) \| |
| Arbitro:                                             | Mazzoleni (Bergamo) |               |      |                                                                             |

| Arbitro: | Bergonzi (Genova) |

|                                         |           |               |
| Meggiorini 38’ Rigoni 86’ (rig.), 90+1’ | Marcatori | 89’ Cambiasso |

| Arbitro: | Tagliavento (Terni) |

|                     |           |                                         |
| Diamanti 66’ (rig.) | Marcatori | 39’ Pazzini 81’ (rig.) Milito 87’ Lúcio |

| Arbitro: | Rocchi (Firenze) |

|  |           |                                      |
|  | Marcatori | 43’ Campagnaro 56’ Maggio 75’ Hamšík |

| Arbitro: | Orsato (Schio) |

|                             |           |              |
| Almirón 46’ Lodi 50’ (rig.) | Marcatori | 6’ Cambiasso |

| Arbitro: | Celi (Bari) |

|                  |           |  |
| Thiago Motta 34’ | Marcatori |  |

| Arbitro: | Valeri (Roma 2) |

|           |           |              |
| Denis 44’ | Marcatori | 32’ Sneijder |

| Arbitro: | Rizzoli (Bologna) |

|            |           |                           |
| Maicon 28’ | Marcatori | 12’ Vučinić 33’ Marchisio |

| Arbitro: | Banti (Livorno) |

|  |           |              |
|  | Marcatori | 67’ Nagatomo |

| Arbitro: | Damato (Barletta) |

|                               |           |              |
| Thiago Motta 54’ Coutinho 60’ | Marcatori | 88’ Larrivey |

| Arbitro: | De Marco (Chiavari) |

|  |           |                |
|  | Marcatori | 89’ Castaignos |

| Arbitro: | Gervasoni (Mantova) |

|  |           |          |
|  | Marcatori | 73’ Isla |

| Arbitro: | Tagliavento (Terni) |

|                          |           |  |
| Pazzini 41’ Nagatomo 49’ | Marcatori |  |

| Arbitro: | Romeo (Verona) |

|  |           |               |
|  | Marcatori | 63’ Ranocchia |

| Arbitro: | Giannoccaro (Lecce) |

|                                                          |           |  |
| Milito 13’, 41’ Thiago Motta 18’ Pazzini 56’ Faraoni 79’ | Marcatori |  |

| Arbitro: | Orsato (Schio) |

|  |           |            |
|  | Marcatori | 54’ Milito |

| Arbitro: | Rizzoli (Bologna) |

|                        |           |            |
| Milito 44’ Pazzini 63’ | Marcatori | 30’ Rocchi |

#### Girone di ritorno
| Arbitro: | Banti (Livorno) |

|                |           |  |
| Giacomazzi 40’ | Marcatori |  |

| Arbitro: | Guida (Torre Annunziata) |

|                                  |           |                                     |
| Milito 22’, 55’ (rig.), 61’, 69’ | Marcatori | 16’ Mantovani 52’, 66’, 85’ Miccoli |

| Arbitro: | De Marco (Chiavari) |

|                                    |           |  |
| Juan 13’ Borini 41’, 48’ Bojan 89’ | Marcatori |  |

| Arbitro: | Russo (Nola) |

|  |           |                |
|  | Marcatori | 56’ Caracciolo |

| Arbitro: | Damato (Barletta) |

|  |           |                                  |
|  | Marcatori | 37’, 38’ Di Vaio 85’ Acquafresca |

| Arbitro: | Bergonzi (Genova) |

|             |           |  |
| Lavezzi 59’ | Marcatori |  |

| Arbitro: | Celi (Bari) |

|                       |           |                    |
| Forlán 71’ Milito 80’ | Marcatori | 20’ Gómez 38’ Izco |

| Arbitro: | Mazzoleni (Bergamo) |

|  |           |                       |
|  | Marcatori | 87’ Samuel 90’ Milito |

| Milano 18 marzo 2012, ore 15:00 CET 28ª giornata | Inter             | 0 – 0 referto | Atalanta | Stadio Giuseppe Meazza (38.619 spett.)\| Arbitro: \| Gava (Conegliano) \| |
| Arbitro:                                         | Gava (Conegliano) |               |          |                                                                           |

| Arbitro: | De Marco (Chiavari) |

|                           |           |  |
| Cáceres 57’ Del Piero 71’ | Marcatori |  |

| Arbitro: | Valeri (Roma 2) |

|                                                   |           |                                                                   |
| Milito 13’, 27’, 85’ (rig.) Samuel 38’ Zárate 74’ | Marcatori | 45+2’ Moretti 59’ (rig.) Palacio 80’ (rig.), 90’ (rig.) Gilardino |

| Arbitro: | Guida (Torre Annunziata) |

|                       |           |                         |
| Astori 5’ Pinilla 61’ | Marcatori | 6’ Milito 64’ Cambiasso |

| Arbitro: | Romeo (Verona) |

|                        |           |               |
| Milito 42’, 81’ (rig.) | Marcatori | 6’ D'Agostino |

| Arbitro: | Banti (Livorno) |

|           |           |                               |
| Danilo 6’ | Marcatori | 10’, 28’ Sneijder 37’ Álvarez |

| Firenze 22 aprile 2012, ore 12:30 CEST 34ª giornata | Fiorentina    | 0 – 0 referto | Inter | Stadio Artemio Franchi (23.567 spett.)\| Arbitro: \| Valeri (Roma) \| |
| Arbitro:                                            | Valeri (Roma) |               |       |                                                                       |

| Arbitro: | Romeo (Verona) |

|                    |           |                |
| Obi 59’ Zárate 72’ | Marcatori | 57’ Ceccarelli |

| Arbitro: | Orsato (Schio) |

|                                       |           |              |
| Marqués 53’ Giovinco 55’ Biabiany 82’ | Marcatori | 13’ Sneijder |

| Arbitro: | Rizzoli (Bologna) |

|                                               |           |                             |
| Milito 14’, 52’ (rig.), 79’ (rig.) Maicon 87’ | Marcatori | 44’ (rig.), 46’ Ibrahimović |

| Arbitro: | Damato (Barletta) |

|                                    |           |                   |
| Kozák 58’ Candreva 63’ Mauri 90+1’ | Marcatori | 45’ (rig.) Milito |

### Coppa Italia

#### Fase finale
| Arbitro: | Russo (Nola) |

|                    |           |             |
| Maicon 8’ Poli 50’ | Marcatori | 90+2’ Birsa |

| Arbitro: | Celi (Bari) |

|                          |           |  |
| Cavani 50’ (rig.), 90+3’ | Marcatori |  |

### Champions League

#### Fase a gironi
| Arbitro: | Johannesson |

|  |           |              |
|  | Marcatori | 76’ Čelůstka |

| Arbitro: | Thomson |

|                               |           |                                 |
| Dzagoev 45+3’ Vágner Love 77’ | Marcatori | 6’ Lúcio 23’ Pazzini 79’ Zárate |

| Arbitro: | Webb |

|  |           |             |
|  | Marcatori | 21’ Pazzini |

| Arbitro: | Stark |

|                       |           |             |
| Samuel 18’ Milito 65’ | Marcatori | 83’ de Melo |

| Arbitro: | Atkinson |

|              |           |             |
| Altintop 23’ | Marcatori | 18’ Álvarez |

| Arbitro: | Borbalán |

|               |           |                            |
| Cambiasso 51’ | Marcatori | 50’ Doumbia 86’ Berezuckij |

#### Fase ad eliminazione diretta
| Arbitro: | Çakır |

|               |           |  |
| A. Ayew 90+3’ | Marcatori |  |

| Arbitro: | Proença |

|                                 |           |               |
| Milito 75’ Pazzini 90+6’ (rig.) | Marcatori | 90+2’ Brandão |

### Supercoppa italiana
| Arbitro: | Rizzoli (Bologna) |

|                             |           |              |
| Ibrahimović 60’ Boateng 69’ | Marcatori | 22’ Sneijder |

## Statistiche

### Statistiche di squadra
Statistiche aggiornate al 13 maggio 2012.
| Competizione        | Punti | In casa | In casa | In casa | In casa | In casa | In casa | In trasferta | In trasferta | In trasferta | In trasferta | In trasferta | In trasferta | Totale | Totale | Totale | Totale | Totale | Totale | DR  |
| Competizione        | Punti | G       | V       | N       | P       | Gf      | Gs      | G            | V            | N            | P            | Gf           | Gs           | G      | V      | N      | P      | Gf     | Gs     | DR  |
| ------------------- | ----- | ------- | ------- | ------- | ------- | ------- | ------- | ------------ | ------------ | ------------ | ------------ | ------------ | ------------ | ------ | ------ | ------ | ------ | ------ | ------ | --- |
| Serie A             | 58    | 19      | 10      | 4       | 5       | 36      | 27      | 19           | 7            | 3            | 9            | 22           | 28           | 38     | 17     | 7      | 14     | 58     | 55     | 3   |
| Coppa Italia        | -     | 1       | 1       | 0       | 0       | 2       | 1       | 1            | 0            | 0            | 1            | 0            | 2            | 2      | 1      | 0      | 1      | 2      | 3      | − 1 |
| Champions League    | 10    | 4       | 2       | 0       | 2       | 5       | 5       | 4            | 2            | 1            | 1            | 5            | 4            | 8      | 4      | 1      | 3      | 10     | 9      | 1   |
| Supercoppa italiana | -     | -       | -       | -       | -       | -       | -       | 1            | 0            | 0            | 1            | 1            | 2            | 1      | 0      | 0      | 1      | 1      | 2      | − 1 |
| Totale              | -     | 24      | 13      | 4       | 7       | 43      | 33      | 24           | 9            | 4            | 11           | 27           | 34           | 49     | 22     | 8      | 19     | 71     | 69     | 2   |

### Andamento in campionato
| Giornata  | 1 | 2  | 3  | 4  | 5  | 6  | 7  | 8  | 9  | 10 | 11 | 12 | 13 | 14 | 15 | 16 | 17 | 18 | 19 | 20 | 21 | 22 | 23 | 24 | 25 | 26 | 27 | 28 | 29 | 30 | 31 | 32 | 33 | 34 | 35 | 36 | 37 | 38 |
| --------- | - | -- | -- | -- | -- | -- | -- | -- | -- | -- | -- | -- | -- | -- | -- | -- | -- | -- | -- | -- | -- | -- | -- | -- | -- | -- | -- | -- | -- | -- | -- | -- | -- | -- | -- | -- | -- | -- |
| Luogo     | C | T  | C  | T  | T  | C  | T  | C  | T  | C  | T  | C  | T  | C  | C  | T  | C  | T  | C  | T  | C  | T  | C  | C  | T  | C  | T  | C  | T  | C  | T  | C  | T  | T  | C  | T  | C  | T  |
| Risultato | V | P  | N  | P  | V  | P  | P  | V  | N  | P  | V  | V  | V  | P  | V  | V  | V  | V  | V  | P  | N  | P  | P  | P  | P  | N  | V  | N  | P  | V  | N  | V  | V  | N  | V  | P  | V  | P  |
| Posizione | 5 | 16 | 12 | 19 | 17 | 17 | 17 | 16 | 16 | 17 | 17 | 17 | 14 | 15 | 12 | 5  | 5  | 5  | 4  | 5  | 5  | 5  | 5  | 7  | 7  | 7  | 7  | 8  | 8  | 7  | 7  | 7  | 7  | 5  | 4  | 6  | 6  | 6  |

Fonte:  Serie A – Classifiche, su sport.sky.it, Sky Sport. URL consultato il 3 marzo 2014 (archiviato dall'url originale il 4 novembre 2013).
Legenda:

Luogo: C = Casa; T = Trasferta. Risultato: V = Vittoria; N = Pareggio; P = Sconfitta.

### Statistiche dei giocatori
Sono in corsivo i calciatori che hanno lasciato la società a stagione in corso.
| Giocatore      | Serie A  | Serie A | Serie A     | Serie A    | Coppa Italia | Coppa Italia | Coppa Italia | Coppa Italia | UEFA Champions League | UEFA Champions League | UEFA Champions League | UEFA Champions League | Supercoppa italiana | Supercoppa italiana | Supercoppa italiana | Supercoppa italiana | Totale   | Totale | Totale      | Totale     |
| Giocatore      | Presenze | Reti    | Ammonizioni | Espulsioni | Presenze     | Reti         | Ammonizioni  | Espulsioni   | Presenze              | Reti                  | Ammonizioni           | Espulsioni            | Presenze            | Reti                | Ammonizioni         | Espulsioni          | Presenze | Reti   | Ammonizioni | Espulsioni |
| -------------- | -------- | ------- | ----------- | ---------- | ------------ | ------------ | ------------ | ------------ | --------------------- | --------------------- | --------------------- | --------------------- | ------------------- | ------------------- | ------------------- | ------------------- | -------- | ------ | ----------- | ---------- |
| D. Alibec      | -        | -       | -           | -          | -            | -            | -            | -            | -                     | -                     | -                     | -                     | -                   | -                   | -                   | -                   | -        | -      | -           | -          |
| R. Álvarez     | 21       | 2       | 3           | 0          | 2            | 0            | 0            | 0            | 5                     | 1                     | 1                     | 0                     | 1                   | 0                   | 0                   | 0                   | 29       | 3      | 4           | 0          |
| F. Bardi       | -        | -       | -           | -          | -            | -            | -            | -            | -                     | -                     | -                     | -                     | -                   | -                   | -                   | -                   | -        | -      | -           | -          |
| M. Bianchetti  | -        | -       | -           | -          | -            | -            | -            | -            | -                     | -                     | -                     | -                     | -                   | -                   | -                   | -                   | -        | -      | -           | -          |
| L. Caldirola   | -        | -       | -           | -          | -            | -            | -            | -            | 1                     | 0                     | 1                     | 0                     | -                   | -                   | -                   | -                   | 1        | 0      | 1           | 0          |
| E. Cambiasso   | 37       | 4       | 1           | 0          | 2            | 0            | 0            | 0            | 8                     | 1                     | 1                     | 0                     | -                   | -                   | -                   | -                   | 47       | 5      | 2           | 0          |
| L. Castaignos  | 6        | 1       | 0           | 0          | 1            | 0            | 0            | 0            | -                     | -                     | -                     | -                     | 1                   | 0                   | 0                   | 0                   | 8        | 1      | 0           | 0          |
| L. Castellazzi | 7        | -12     | 1           | 0          | 2            | -3           | 1            | 0            | 2                     | -3                    | 0                     | 0                     | -                   | -                   | -                   | -                   | 11       | -18    | 2           | 0          |
| L. Crisetig    | -        | -       | -           | -          | -            | -            | -            | -            | 1                     | 0                     | 0                     | 0                     | -                   | -                   | -                   | -                   | 1        | 0      | 0           | 0          |
| J. César       | 33       | -43     | 4           | 1          | -            | -            | -            | -            | 6                     | -6                    | 0                     | 0                     | 1                   | -2                  | 0                   | 0                   | 40       | -51    | 4           | 1          |
| C. Chivu       | 14       | 0       | 5           | 0          | 1            | 0            | 1            | 0            | 6                     | 0                     | 3                     | 0                     | 1                   | 0                   | 0                   | 0                   | 22       | 0      | 9           | 0          |
| I. Córdoba     | 5        | 0       | 1           | 0          | 1            | 0            | 0            | 0            | -                     | -                     | -                     | -                     | -                   | -                   | -                   | -                   | 6        | 0      | 1           | 0          |
| P. Coutinho    | 5        | 1       | 1           | 0          | -            | -            | -            | -            | 3                     | 0                     | 0                     | 0                     | -                   | -                   | -                   | -                   | 8        | 1      | 1           | 0          |
| R. Di Gennaro  | -        | -       | -           | -          | -            | -            | -            | -            | -                     | -                     | -                     | -                     | -                   | -                   | -                   | -                   | -        | -      | -           | -          |
| S. Eto'o       | -        | -       | -           | -          | -            | -            | -            | -            | -                     | -                     | -                     | -                     | 1                   | 0                   | 0                   | 0                   | 1        | 0      | 0           | 0          |
| D. Faraoni     | 14       | 1       | 2           | 0          | 1            | 0            | 0            | 0            | 2                     | 0                     | 0                     | 0                     | 1                   | 0                   | 0                   | 0                   | 18       | 1      | 2           | 0          |
| D. Forlán      | 18       | 2       | 1           | 0          | -            | -            | -            | -            | 2                     | 0                     | 0                     | 0                     | -                   | -                   | -                   | -                   | 20       | 2      | 1           | 0          |
| F. Guarín      | 6        | 0       | 0           | 0          | 0            | 0            | 0            | 0            | 0                     | 0                     | 0                     | 0                     | 0                   | 0                   | 0                   | 0                   | 6        | 0      | 0           | 0          |
| Jonathan       | 4        | 0       | 0           | 0          | -            | -            | -            | -            | 2                     | 0                     | 0                     | 0                     | -                   | -                   | -                   | -                   | 6        | 0      | 0           | 0          |
| Juan           | 1        | 0       | 0           | 0          | -            | -            | -            | -            | -                     | -                     | -                     | -                     | -                   | -                   | -                   | -                   | 1        | 0      | 0           | 0          |
| M. Livaja      | -        | -       | -           | -          | -            | -            | -            | -            | -                     | -                     | -                     | -                     | -                   | -                   | -                   | -                   | -        | -      | -           | -          |
| S. Longo       | 1        | 0       | 0           | 0          | -            | -            | -            | -            | -                     | -                     | -                     | -                     | -                   | -                   | -                   | -                   | 1        | 0      | 0           | 0          |
| Lúcio          | 34       | 1       | 5           | 0          | -            | -            | -            | -            | 7                     | 1                     | 0                     | 0                     | -                   | -                   | -                   | -                   | 41       | 2      | 5           | 0          |
| Maicon         | 24       | 2       | 6           | 0          | 2            | 1            | 0            | 0            | 3                     | 0                     | 0                     | 0                     | -                   | -                   | -                   | -                   | 29       | 3      | 6           | 0          |
| M. Mariga      | -        | -       | -           | -          | -            | -            | -            | -            | -                     | -                     | -                     | -                     | -                   | -                   | -                   | -                   | -        | -      | -           | -          |
| D. Milito      | 33       | 24      | 2           | 0          | 1            | 0            | 0            | 0            | 7                     | 2                     | 0                     | 0                     | -                   | -                   | -                   | -                   | 41       | 26     | 2           | 0          |
| T. Motta       | 10       | 3       | 3           | 0          | 1            | 0            | 0            | 0            | 2                     | 0                     | 1                     | 0                     | 1                   | 0                   | 0                   | 0                   | 14       | 3      | 4           | 0          |
| S. Muntari     | 4        | 0       | 1           | 0          | -            | -            | -            | -            | -                     | -                     | -                     | -                     | -                   | -                   | -                   | -                   | 4        | 0      | 1           | 0          |
| Y. Nagatomo    | 35       | 2       | 2           | 0          | 1            | 0            | 0            | 0            | 7                     | 0                     | 1                     | 0                     | -                   | -                   | -                   | -                   | 43       | 2      | 3           | 0          |
| F. Natalino    | -        | -       | -           | -          | -            | -            | -            | -            | -                     | -                     | -                     | -                     | -                   | -                   | -                   | -                   | -        | -      | -           | -          |
| J. Obi         | 27       | 0       | 5           | 1          | 2            | 0            | 0            | 0            | 7                     | 0                     | 1                     | 0                     | 1                   | 0                   | 0                   | 0                   | 37       | 0      | 6           | 1          |
| P. Orlandoni   | -        | -       | -           | -          | -            | -            | -            | -            | -                     | -                     | -                     | -                     | -                   | -                   | -                   | -                   | -        | -      | -           | -          |
| Palombo        | 3        | 0       | 0           | 0          | -            | -            | -            | -            | -                     | -                     | -                     | -                     | -                   | -                   | -                   | -                   | 3        | 0      | 0           | 0          |
| G. Pandev      | -        | -       | -           | -          | -            | -            | -            | -            | -                     | -                     | -                     | -                     | -                   | -                   | -                   | -                   | -        | -      | -           | -          |
| G. Pazzini     | 33       | 5       | 1           | 0          | -            | -            | -            | -            | 6                     | 3                     | 0                     | 0                     | 1                   | 0                   | 0                   | 0                   | 40       | 8      | 1           | 0          |
| A. Poli        | 18       | 0       | 3           | 0          | 1            | 1            | 0            | 0            | 1                     | 0                     | 0                     | 0                     | -                   | -                   | -                   | -                   | 20       | 1      | 3           | 0          |
| A. Ranocchia   | 12       | 1       | 2           | 1          | 2            | 0            | 0            | 0            | 2                     | 0                     | 0                     | 0                     | 1                   | 0                   | 0                   | 0                   | 17       | 1      | 2           | 1          |
| N. Rivas       | -        | -       | -           | -          | -            | -            | -            | -            | -                     | -                     | -                     | -                     | -                   | -                   | -                   | -                   | -        | -      | -           | -          |
| W. Samuel      | 27       | 2       | 4           | 0          | 1            | 0            | 0            | 0            | 6                     | 1                     | 2                     | 0                     | 1                   | 0                   | 0                   | 0                   | 35       | 3      | 6           | 0          |
| D. Santon      | -        | -       | -           | -          | -            | -            | -            | -            | -                     | -                     | -                     | -                     | -                   | -                   | -                   | -                   | -        | -      | -           | -          |
| W. Sneijder    | 20       | 4       | 3           | 0          | 2            | 0            | 1            | 0            | 5                     | 0                     | 0                     | 0                     | 1                   | 1                   | 1                   | 0                   | 28       | 5      | 5           | 0          |
| D. Stanković   | 19       | 0       | 4           | 0          | -            | -            | -            | -            | 5                     | 0                     | 2                     | 0                     | 1                   | 0                   | 0                   | 0                   | 25       | 0      | 6           | 0          |
| E. Viviano     | -        | -       | -           | -          | -            | -            | -            | -            | -                     | -                     | -                     | -                     | -                   | -                   | -                   | -                   | -        | -      | -           | -          |
| J. Zanetti     | 34       | 0       | 4           | 1          | 2            | 0            | 0            | 0            | 8                     | 0                     | 1                     | 0                     | 1                   | 0                   | 0                   | 0                   | 45       | 0      | 5           | 1          |
| M. Zárate      | 22       | 2       | 3           | 0          | 2            | 0            | 0            | 0            | 7                     | 1                     | 2                     | 0                     | -                   | -                   | -                   | -                   | 31       | 3      | 5           | 0          |

## Giovanili

### Organigramma societario
Area direttiva e organizzativa
- Amministratore delegato: Ernesto Paolillo
- Direttore settore giovanile: Piero Ausilio
- Responsabile tecnico: Roberto Samaden
- Responsabile organizzativo: Alberto Celario
- Responsabile area ricerca e selezione: Pierluigi Casiraghi
- Coordinatore osservatori: Giuseppe Giavardi
- Responsabile tecnico attività di base: Giuliano Rusca
- Responsabile organizzativo attività di base: Rachele Stucchi

### Piazzamenti

#### Primavera
- Campionato Primavera: vincitore.[204]
- Coppa Italia Primavera: ottavi di finale.
- Torneo di Viareggio: ottavi di finale.
- NextGen Series: vincitore.

#### Beretti
- Campionato nazionale Dante Berretti: vincitore.